# John Madejski

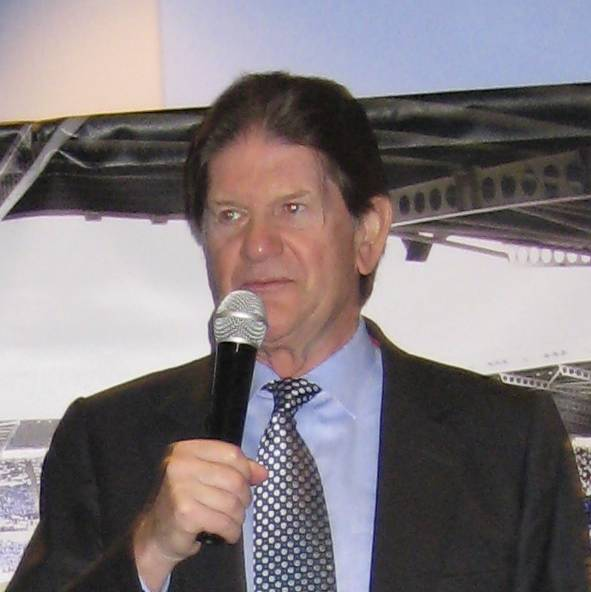
John Madejski

Sir John Robert Madejski, född Robert John Hurst 28 april 1941 i Stoke-on-Trent, är en brittisk affärsman som mellan 1990 och 2012 var ordförande i Reading FC. Mr Madejski räddade klubben från stora skulder och innehar nu 98 procent av klubbens aktier. Sir John är en av Storbritanniens 200 rikaste personer.